# Boyd Strait
Die Boyd Strait (in Argentinien Estrecho Larrea) ist die über 30 km breite Meerenge zwischen Snow Island im Osten und der westlich gelegenen Insel Smith Island im Archipel der Südlichen Shetlandinseln. Sie verbindet den offenen Südlichen Ozean im Norden mit der zwischen dem Archipel und der Antarktischen Halbinsel gelegenen Bransfieldstraße im Süden.
Der britische Seefahrer James Weddell kartierte sie am 26. Oktober 1823. Weddell benannte sie nach Kapitän David Boyd († 1858), unter dem er zwischen 1810 und 1811 auf dem Schiff Firefly gedient hatte. Namensgeber der argentinischen Benennung ist der argentinische Freiheitskämpfer Jean Larrea (1782–1847).